# Frankrikes Grand Prix
Frankrikes Grand Prix är en racingtävling som körs i Frankrike sedan 1906. Då vanns loppet av ungraren Ferenc Szisz.
Loppet är sedan 1950 en deltävling i formel 1-VM och har därefter arrangerats samtliga säsonger utom 1955 samt säsongerna 2009-2017 och 2020.
Frankrikes GP har under åren körts på flera banor. Formel 1-loppen har i huvudsak körts på Circuit de Reims-Gueux, Circuit de Dijon-Prenois, Circuit Paul Ricard och Circuit de Nevers Magny-Cours.

## Vinnare av Frankrikes Grand Prix
Ljusröd bakgrund betyder att loppet inte ingick i formel 1-VM.
Ljusgul bakgrund betyder att loppet ingick i Europamästerskapet för Grand Prix-förare.
| År          | Bana              | Förare                   | Konstruktör         |
| ----------- | ----------------- | ------------------------ | ------------------- |
| 1906        | Le Mans           | Ferenc Szisz             | Renault             |
| 1907        | Dieppe            | Felice Nazzaro           | Fiat                |
| 1908        | Dieppe            | Christian Lautenschlager | Mercedes            |
| 1909 - 1911 | Inga tävlingar    | Inga tävlingar           | Inga tävlingar      |
| 1912        | Dieppe            | Georges Boillot          | Peugeot             |
| 1913        | Amiens            | Georges Boillot          | Peugeot             |
| 1914        | Lyon              | Christian Lautenschlager | Mercedes            |
| 1915 - 1920 | Inga tävlingar    | Inga tävlingar           | Inga tävlingar      |
| 1921        | Le Mans           | Jimmy Murphy             | Duesenberg - Miller |
| 1922        | Strasbourg        | Felice Nazzaro           | Fiat                |
| 1923        | Tours             | Henry Segrave            | Sunbeam             |
| 1924        | Lyon              | Giuseppe Campari         | Alfa Romeo          |
| 1925        | Montlhéry         | Robert Benoist           | Delage              |
| 1925        | Montlhéry         | Albert Divo              | Delage              |
| 1926        | Miramas           | Jules Goux               | Bugatti             |
| 1927        | Montlhéry         | Robert Benoist           | Delage              |
| 1928        | Saint-Gaudens     | William Grover-Williams  | Bugatti             |
| 1929        | Le Mans           | William Grover-Williams  | Bugatti             |
| 1930        | Pau               | Philippe Étancelin       | Bugatti             |
| 1931        | Montlhéry         | Louis Chiron             | Bugatti             |
| 1931        | Montlhéry         | Achille Varzi            | Bugatti             |
| 1932        | Reims-Gueux       | Tazio Nuvolari           | Alfa Romeo          |
| 1933        | Montlhéry         | Giuseppe Campari         | Maserati            |
| 1934        | Montlhéry         | Louis Chiron             | Alfa Romeo          |
| 1935        | Montlhéry         | Rudolf Caracciola        | Mercedes-Benz       |
| 1936*       | Montlhéry         | Jean-Pierre Wimille      | Bugatti             |
| 1936*       | Montlhéry         | Raymond Sommer           | Bugatti             |
| 1937*       | Montlhéry         | Louis Chiron             | Talbot-Lago         |
| 1938        | Reims-Gueux       | Manfred von Brauchitsch  | Mercedes-Benz       |
| 1939        | Reims-Gueux       | Hermann Paul Müller      | Auto Union          |
| 1940 - 1946 | Inga tävlingar    | Inga tävlingar           | Inga tävlingar      |
| 1947        | Lyon-Parilly      | Louis Chiron             | Talbot-Lago         |
| 1948        | Reims-Gueux       | Jean-Pierre Wimille      | Alfa Romeo          |
| 1949        | Reims-Gueux       | Louis Chiron             | Talbot-Lago         |
| 1950        | Reims-Gueux       | Juan Manuel Fangio       | Alfa Romeo          |
| 1951        | Reims-Gueux       | Juan Manuel Fangio       | Alfa Romeo          |
| 1951        | Reims-Gueux       | Luigi Fagioli            | Alfa Romeo          |
| 1952        | Rouen-les-Essarts | Alberto Ascari           | Ferrari             |
| 1953        | Reims-Gueux       | Mike Hawthorn            | Ferrari             |
| 1954        | Reims-Gueux       | Juan Manuel Fangio       | Mercedes-Benz       |
| 1955        | Ingen tävling     | Ingen tävling            | Ingen tävling       |
| 1956        | Reims-Gueux       | Peter Collins            | Ferrari             |
| 1957        | Rouen-les-Essarts | Juan Manuel Fangio       | Maserati            |
| 1958        | Reims-Gueux       | Mike Hawthorn            | Ferrari             |
| 1959        | Reims-Gueux       | Tony Brooks              | Ferrari             |
| 1960        | Reims-Gueux       | Jack Brabham             | Cooper-Climax       |
| 1961        | Reims-Gueux       | Giancarlo Baghetti       | Ferrari             |
| 1962        | Rouen-les-Essarts | Dan Gurney               | Porsche             |
| 1963        | Reims-Gueux       | Jim Clark                | Lotus-Climax        |
| 1964        | Rouen-les-Essarts | Dan Gurney               | Brabham-Climax      |
| 1965        | Charade           | Jim Clark                | Lotus-Climax        |
| 1966        | Reims-Gueux       | Jack Brabham             | Brabham-Repco       |
| 1967        | Bugatti du Mans   | Jack Brabham             | Brabham-Repco       |
| 1968        | Rouen-les-Essarts | Jacky Ickx               | Ferrari             |
| 1969        | Charade           | Jackie Stewart           | Tyrrell             |
| 1970        | Charade           | Jochen Rindt             | Lotus-Ford          |
| 1971        | Paul Ricard       | Jackie Stewart           | Tyrrell-Ford        |
| 1972        | Charade           | Jackie Stewart           | Tyrrell-Ford        |
| 1973        | Paul Ricard       | Ronnie Peterson          | Lotus-Ford          |
| 1974        | Dijon-Prenois     | Ronnie Peterson          | Lotus-Ford          |
| 1975        | Paul Ricard       | Niki Lauda               | Ferrari             |
| 1976        | Paul Ricard       | James Hunt               | McLaren-Ford        |
| 1977        | Dijon-Prenois     | Mario Andretti           | Lotus-Ford          |
| 1978        | Paul Ricard       | Mario Andretti           | Lotus-Ford          |
| 1979        | Dijon-Prenois     | Jean-Pierre Jabouille    | Renault             |
| 1980        | Paul Ricard       | Alan Jones               | Williams-Ford       |
| 1981        | Dijon-Prenois     | Alain Prost              | Renault             |
| 1982        | Paul Ricard       | René Arnoux              | Renault             |
| 1983        | Paul Ricard       | Alain Prost              | Renault             |
| 1984        | Dijon-Prenois     | Niki Lauda               | McLaren-TAG         |
| 1985        | Paul Ricard       | Nelson Piquet            | Brabham-BMW         |
| 1986        | Paul Ricard       | Nigel Mansell            | Williams-Honda      |
| 1987        | Paul Ricard       | Nigel Mansell            | Williams-Honda      |
| 1988        | Paul Ricard       | Alain Prost              | McLaren-Honda       |
| 1989        | Paul Ricard       | Alain Prost              | McLaren-Honda       |
| 1990        | Paul Ricard       | Alain Prost              | Ferrari             |
| 1991        | Magny-Cours       | Nigel Mansell            | Williams-Renault    |
| 1992        | Magny-Cours       | Nigel Mansell            | Williams-Renault    |
| 1993        | Magny-Cours       | Alain Prost              | Williams-Renault    |
| 1994        | Magny-Cours       | Michael Schumacher       | Benetton-Ford       |
| 1995        | Magny-Cours       | Michael Schumacher       | Benetton-Renault    |
| 1996        | Magny-Cours       | Damon Hill               | Williams-Renault    |
| 1997        | Magny-Cours       | Michael Schumacher       | Ferrari             |
| 1998        | Magny-Cours       | Michael Schumacher       | Ferrari             |
| 1999        | Magny-Cours       | Heinz-Harald Frentzen    | Jordan-Mugen Honda  |
| 2000        | Magny-Cours       | David Coulthard          | McLaren-Mercedes    |
| 2001        | Magny-Cours       | Michael Schumacher       | Ferrari             |
| 2002        | Magny-Cours       | Michael Schumacher       | Ferrari             |
| 2003        | Magny-Cours       | Ralf Schumacher          | Williams-BMW        |
| 2004        | Magny-Cours       | Michael Schumacher       | Ferrari             |
| 2005        | Magny-Cours       | Fernando Alonso          | Renault             |
| 2006        | Magny-Cours       | Michael Schumacher       | Ferrari             |
| 2007        | Magny-Cours       | Kimi Räikkönen           | Ferrari             |
| 2008        | Magny-Cours       | Felipe Massa             | Ferrari             |
| 2009 - 2017 | Inga tävlingar    | Inga tävlingar           | Inga tävlingar      |
| 2018        | Paul Ricard       | Lewis Hamilton           | Mercedes            |
| 2019        | Paul Ricard       | Lewis Hamilton           | Mercedes            |
| 2020        | Kördes ej         | Kördes ej                | Kördes ej           |
| 2021        | Paul Ricard       | Max Verstappen           | Red Bull            |
| 2022        | Paul Ricard       | Max Verstappen           | Red Bull            |

* Sportvagnslopp

## Anmärkningslista
1. ↑  Ställdes in på grund av av coronavirusutbrottet.[1]